# Ángel Fernández Rugama
Ángel Fernández Rugama (Morelia, 2 de agosto de 1925-Ciudad de México, 22 de mayo de 2006) fue un cronista deportivo mexicano y narrador de fútbol. De igual manera fue reportero del diario Excélsior, narrador de béisbol y de boxeo, y sobresalió por su estilo fluido y emocionante y por su gran capacidad de improvisación poética.
Es famoso por la cantidad de apodos que le ponía a los jugadores de la Primera División Mexicana, algunos de ellos con gran ingenio y conocimiento. Hubo ocasiones que determinado jugador era más identificado por su apodo que por su nombre.

## Sus inicios
Ángel Fernández nació en la Ciudad de México, aunque mencionaba ser originario de Morelia, Michoacán. Vivió su infancia en la colonia Guerrero. Estudió hasta el tercer año de odontología, estudios que suspendió cuando en 1954 ingresó al periódico Excélsior junto con Julio Scherer, quien muchos años después sería el director de ese diario. Posteriormente inició como narrador deportivo de béisbol ("beisbol", en su país) y de boxeo. Cuando el Club América fue adquirido en 1959 por Emilio Azcárraga, fue contratado para ser narrador de los juegos de ese equipo.
Trabajando para Telesistema Mexicano, hoy Televisa, narró la inauguración del Estadio Azteca, al que bautizó como El Coloso de Santa Úrsula y desde donde narró el partido inaugural, entre el Club América, de México, y el Torino, de Italia. Narró juegos de la XIX Olimpíada, realizada en México en 1968, y llevó la crónica de los mundiales de 1962 a 1978.
Su salida de Televisa es por un ofrecimiento que no pudo negarse ya que fue realizado por el presidente José López Portillo cuando en 1976, su hermana Margarita López Portillo era directora de Imevision y se necesitaba que el Canal 13 entrara en competencia en el ramo de deportes con la cadena Televisa. A pesar de tener contrato vigente, tuvo que dejarlo cuando habló directamente con Emilio Azcárraga Milmo, quien le dijo: "López Portillo estará seis años pero yo estaré siempre".
Volvió a la radio en 1986 para narrar los partidos del mundial de México en Radio Fórmula. Continuó trabajando en esa estación, condujo diversos programas, como aquellos en los que sostenía discusiones vehementes con Fernando Marcos y, posteriormente, dirigió el programa El futbol y otras galaxias, en W Radio, al lado de su gran amigo El Che Ventura. También colaboró como columnista en El Heraldo de México. 

## Trascendencia en el fútbol
Sobresalió por la manera tan emocionante que tuvo para narrar los partidos. Creador de un estilo que sigue siendo imitado por otros narradores en la actualidad, en un nivel muy superior a lo que realmente sucedía en la cancha. Fueron memorables las crónicas que realizaba, matizadas por Fernando Marcos González, también leyenda en la crónica periodística del fútbol.
Siempre bienintencionado, acuñó muchos de los apodos mejor recordados en la historia del balompié mexicano. Él y Manuel Seyde fueron quienes más apodos colocaron a jugadores y equipos. Por ejemplo, Manuel Seyde acuñó el mote los Tiburones Rojos, para el equipo de Veracruz, así como el de Ratones Verdes a la Selección Mexicana de Fútbol. Ángel Fernández llamó al Cruz Azul La Máquina Celeste y al Guadalajara, el Rebaño Sagrado.
Era además un gran conocedor y aficionado al billar, sobre todo en la carambola de tres bandas, ya que era el narrador oficial, cuando había programa de este deporte que se transmitía por la televisión mexicana.
Obtuvo el récord de haber cantado el gol más largo en la narración mexicana.[cita requerida]

## Apodos a jugadores
- "Supermán" o "El Gato" Miguel Marín
- "La Cobra" Juan José Muñante
- "El Wama" Rafael Puente
- "El Confesor" Miguel Ángel Cornero
- "Siete Pulmones" Pedro Nájera
- "El Fierros" Gabriel Núñez Aguirre
- "El Gran Chaparral" Carlos Reinoso
- "Cyrano" Enrique Borja
- "Pierna Fuerte" Javier Sánchez Galindo
- "El León de la Metro" Leonardo Cuéllar
- "El Chupón" José Concepción Rodríguez
- "El Kalimán" Javier Guzmán
- "El Pimienta" Jesús Rico
- "Benito Buen Hombre" Benito Pardo
- "El Péndulo" Antonio de la Torre
- "El Cocodrilo" José de Jesús Valdez
- "El Astroboy" Ricardo Chavarín
- "El Tarzán" Jorge Davino
- "El Niño de Oro" Hugo Sánchez
- "El Inspector" Jorge López Malo
- "La Anguila" en sus inicios y luego "El Jefe" Tomás Boy Espinoza
- "La Pantera Rosa" Darío Miranda
- "El Fanta" (envase de refresco muy largo) Julio Valadez
- "El Hombre de la Sonrisa Fácil" Evanivaldo Castro "Cabinho"
- "El Alacrán"/"Hijo del General" Alfredo Jiménez Ramírez
- "El Lobo Solitario" José Alves "Zague"
- "El Diablo" Cirilo Peralta
- "El Búfalo Bill" Bill Faria
- "El Chaplin" José Luis Ceballos
- "Mr Jaws" Gregorio "Goyo" Cortés
- "El Gato Salvaje" Italo Estupiñán
- "El Cañón Humeante" Magdaleno Mercado
- "El Macanas" Rafael Luna
- "El Bíblico" Teodoro Dos Santos
- "El Maestro" Benjamín Galindo
- "El Doctor No" Javier Zapien Pacheco
- "El Desalmado" Héctor Hugo Eugui
- "El Bombero de Lujo" Arpad Fekete
- "El Filósofo del Futbol" José Ricardo de León
- "El Durazno" Héctor Sanabria
- "Pata Bendita" Osvaldo Castro

## Equipos bautizados
- "El Rebaño Sagrado", a las "Chivas Rayadas" del Guadalajara.
- "La Máquina Celeste", al Cruz Azul, cuando este equipo empezó a arrasar en la temporada 1971-1972 para llegar a campeón y luego hilvanar dos campeonatos más.
- "Los Leones Negros", al Club Universidad de Guadalajara, cuando este equipo fue reforzado por varios jugadores brasileños negros, de gran calidad.
- "Los Ates del Morelia", al Club Atlético Morelia, cuando el aficionado Pedro Rodríguez (no confundir con el piloto de F1) repartía dulces típicos en los partidos de fútbol.
- "La Jaiba Brava", apodo puesto al equipo Tampico-Madero.

## Frases célebres acuñadas
- "¡A todos los que quieren y a todos los que aman el futbol!", al iniciar la narración de un partido de futbol.
- "El juego del hombre", en referencia al partido de fútbol.
- "¡Niños y mujeres primero!", en los momentos más angustiantes de un partido.
- "¡Me pongo de pie!", al reconocer su admiración por alguna jugada o algún jugador sobresaliente en el partido que estaba narrando.
- "Agarrando sus fierros como queriendo pelear", cuando había empujones o se encaraban los jugadores en el partido.
- "CCCP significa: 'Cucurrucucú paloma' cuando "interpretó" las letras en el uniforme de la Unión Soviética."
- "CCCP significa: 'Camaradas, cuidado con Pelé'" (durante un juego amistoso previo al Mundial México 1970)[3]

## Trayectoria
- reportero del diario Excélsior, de la Ciudad de México;
- columnista del periódico El Heraldo de México;
- cronista de béisbol, de boxeo y de billar;
- cronista de fútbol en Televisa y en Imevision (hoy TV Azteca);
- maestro de ceremonias en diversos concursos por televisión;
- conductor de programas radiofónicos : Mundo deportivo, en Radio Fórmula, y El futbol y otras galaxias", en Estadio W, al lado de Jorge "Che" Ventura;
- narración de los mundiales de fútbol:

para la televisión, desde Chile, en 1962, en compañía de Fernando Marcos, Inglaterra, en 1966, hasta España, en 1982,
para la radio, desde el mundial de México (1986) hasta el de Francia (1998);
- conductor del programa televisual Baile con Vanart (decenio de 1960), en el que se otorgaban premios a las parejas ganadoras en los concursos de baile.
- Conductor del programa de concursos "El Precio es Blanco", transmitido por la extinta cadena de televisión IMEVISION, y patrocinado por la también extinta cadena de supermercados "Blanco".

## Discografía
También participó como animador en grabaciones musicales del grupo "El Super Show de Los Vázquez", donde se le rindió un homenaje a la Sonora Matancera, con quienes grabó dos discos. Lo mismo con el Grupo Audaz, de Rigo Domínguez, con quien se presentó en vivo.
- Cañonazos #1, Super Show de los Vaskez, Discos Audaz.
- Cañonazos #2, Super Show de los Vaskez, Discos Audaz.
- Banda Sonora Original de la película Atlético San Pancho, Universal Music México-Manicomio, 2001.
- La Nueva Sensación de México "Grupo Audaz" y su Show Musical, Grupo Audaz, Discos Audaz.
- Sonaron 3 Cañonazos, Grupo Audaz, Discos Dorza.
- ¡Manos arriba!, Grupo Audaz de Rigo Domínguez, Discos Ariola, CSE-5321.
- Fuego Inmortal, Grupo Audaz de Rigo Domínguez, Discos Ariola.
- Hits de Hits, Grupo Audaz de Rigo Domínguez, Discos Ariola.

## Fallecimiento
Falleció el 22 de mayo de 2006 a los 80 años de edad en el Hospital Ángeles del Pedregal en la Ciudad de México, debido a complicaciones renales.

## Enlaces
- ¿Que es el fútbol?, por Ángel Fernández
- El Juego del Hombre, por Juan Villoro
- Ángel Fernández, leyenda de la crónica deportiva Archivado el 20 de febrero de 2008 en Wayback Machine.
- Ángel Fernández
- Fue Ángel Fernández un Poeta de la crónica deportiva